# サヴィトリ (女優)
サヴィトリ（Savitri、1936年12月6日 - 1981年12月26日）は、インドの女優、プレイバックシンガー、ダンサー、映画監督、映画プロデューサー。テルグ語映画、タミル語映画を中心にカンナダ語映画、マラヤーラム語映画、ヒンディー語映画で活動した。

## 生涯

### 生い立ち
マドラス管区グントゥール県のテルグ語話者ニッサンカラ・グルヴァイヤーとニッサンカラ・スバードランマの娘として生まれる。生後6か月で父グルヴァイヤーと死別し、母スバードランマは長男マルティとサヴィトリを連れて伯父・伯母のもとに身を寄せた。伯父コマレッディ・ヴェンカータラーマイヤー・チョーダリーは、サヴィトリのダンスの才能を見出し、彼女をダンスクラブに入会させた。
1948年に俳優のジェミニ・ガネーサンと出会い、1952年に彼と結婚した。しかし、ガネーサンは既婚者で娘が2人おり（1956年までは重婚が認められていた）、さらに女優のプシュパヴァッリとも交際していたため、サヴィトリは結婚を巡り伯父との関係が決定的に悪化した。2人の結婚は、サヴィトリが「サヴィトリ・ガネーサン」と署名するようになってから公に知られるようになった。後にガネーサンはプシュパヴァッリとの間に1男1女をもうけ、彼女とも結婚している。

### キャリア

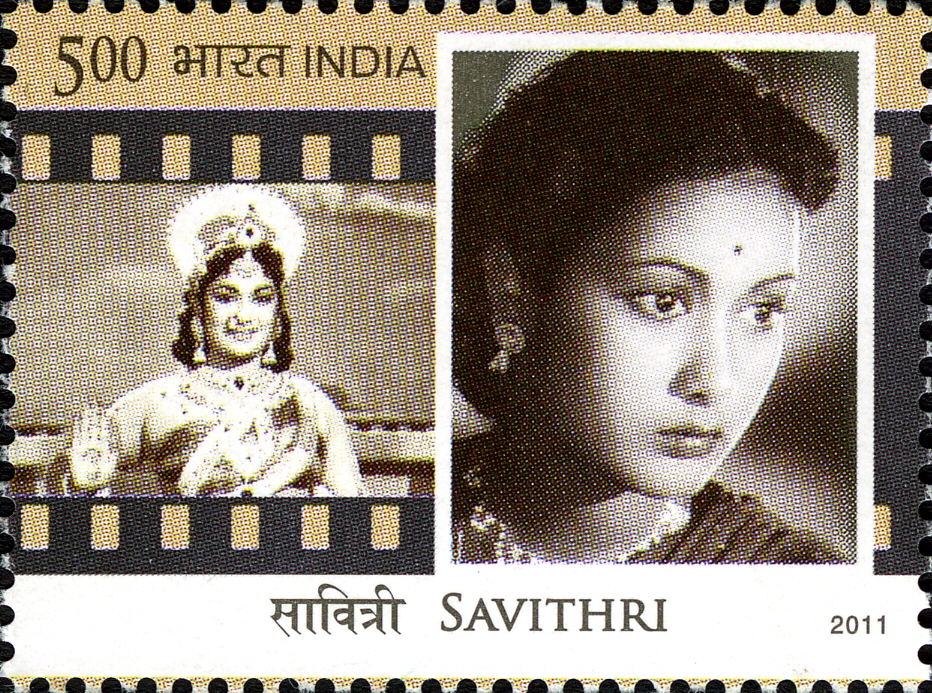
サヴィトリの記念切手

サヴィトリは幼少期にダンサーとしてジャッガイヤー主催の劇団などで活動し、12歳で映画出演を目指してマドラスに進出するが、「ヒロインを演じるには若過ぎる」という理由で出演の機会に恵まれなかった。1950年にL・V・プラサードの『Samsaram』に起用されたが、起用されたことに興奮してリテイクを繰り返して降板させられたため、女優デビューできなかった。サヴィトリは『Pathala Bhairavi』『Roopavati』で端役を務めた後、1952年に『Pelli Chesi Choodu』で第2ヒロインを演じてブレイクした。1960年に『Chivaraku Migiledi』での演技を評価され、ラシュトラパティ賞を受賞した。
サヴィトリは慈善活動やジュエリーの購入などに大金を投じることが多かったが、資産を管理する能力に乏しかったため、生活が困窮していた。また、夫ガネーサンは女性との浮名を流し続け、彼女自身は取り巻きの言動に影響されることが多かった。彼女のキャリアは1960年代後半から失速し、資産も税務当局に差し押さえられた。困窮したサヴィトリは役柄や脚本に拘らずに映画に出演するようになり、取り巻きたちからは自分で映画を監督・製作するように唆され、失敗作も目立つようになった。その中でも1968年に監督した『Chinnari Papalu』ではナンディ賞 作品賞（銀賞）を受賞している。低迷するキャリアの中で、サヴィトリの才能を評価するダサリ・ナーラーヤナ・ラーオは『Devadasu Malli Puttadu』『Gorintaku』など多くの作品で彼女を積極的に起用した。1973年に出演して興行的に失敗した『Chuzhi』は、彼女のキャリアの中で唯一のマラヤーラム語映画出演作品となった。

### 死去
サヴィトリは19か月間昏睡状態に陥った後、1981年12月26日に死去した。彼女は長年アルコール依存症を患い、特に1969年以降はアルコール摂取量が増加して糖尿病と高血圧を発症していた。
サヴィトリの死後、インド政府は功績を称えて彼女の記念切手を発行した。2018年5月には彼女の生涯を描いた『伝説の女優 サーヴィトリ』がナーグ・アシュウィンによって製作された。同作でサヴィトリ役を演じたキールティ・スレーシュは国家映画賞 主演女優賞を受賞している。